# Lista de capítulos de Sōsō no Frieren
Sōsō no Frieren é uma série de mangá japonesa escrita por Kanehito Yamada e ilustrada por Tsukasa Abe. Foi serializado na revista de mangá shōnen da Shogakukan, Weekly Shōnen Sunday, desde abril de 2020, com seus capítulos coletados em 14 volumes tankōbon até março de 2025. No Brasil, o mangá é licenciado pela Panini e publicado desde julho de 2022. Em Portugal, o mangá é licenciado pela Editora Devir desde outubro de 2024.

## Volumes
| 1. Bōken no Owari (冒険の終わり) 2. Sōryo no Uso (僧侶の嘘) 3. Sōgetsu Sō (蒼月草) 4. Mahōtsukai no Kakushigoto (魔法使いの隠し事) | 1. Hito o Korosu Mahō (人を殺す魔法) 2. Shinnen-sai (新年祭) 3. Tamashii no Nemuru Chi (魂の眠る地) |

| 1. Hyakubun no Ichi (百分の一) 2. Shisha no Gen'ei (死者の幻影) 3. Kōkyō Ryū (紅鏡竜) 4. Mura no Eiyū (村の英雄) 5. Hoppō no Sekisho (北方の関所) | 1. Kaihō-sai (解放祭) 2. Kotoba o Hanasu Mamono (言葉を話す魔物) 3. Dorāto (ドラート) 4. Eihei Goroshi (衛兵殺し) 5. Sōsō no Furīren (葬送のフリーレン) |

| 1. Fushi no Gunzei (不死の軍勢) 2. Kyūshū (急襲) 3. Shishō no Waza (師匠の技) 4. Hikyōmono (卑怯者) 5. Fukujū no Tenbin (服従の天秤) | 1. Shōri to Tomurai (勝利と弔い) 2. Erufu no Ganbō (エルフの願望) 3. Tsurugi no Sato (剣の里) 4. Senshi e no Okurimono (戦士への贈り物) 5. Heibon na Mura no Sōryo (平凡な村の僧侶) |

| 1. Sōryo to Kōkai (僧侶と後悔) 2. Risō no Otona (理想の大人) 3. Kagami Renge (鏡蓮華) 4. Konton Ka (混沌花) 5. Oruden-ke (オルデン家) | 1. Foru-jii (フォル爺) 2. Eiyū no Zō (英雄の像) 3. Tabidachi no Kikkake (旅立ちのきっかけ) 4. Kokoro no Sasae (心の支え) 5. Ikkyū Shiken (一級試験) |

| 1. Shutire (隕鉄鳥) 2. Hokaku Sakusen Shidō (捕獲作戦始動) 3. Tori o Tsukamaeru Mahō (鳥を捕まえる魔法) 4. Kakugo no Tame no Jikan (覚悟のための時間) 5. Tatakau Riyū (戦う理由) | 1. Tokken (特権) 2. Shutire Dakkan (隕鉄鳥奪還) 3. Mizu o Ayatsuru Mahō (水を操る魔法) 4. Motto Oishii Aji (もっと美味しい味) 5. Ferun to Yaki Gashi (フェルンと焼き菓子) |

| 1. Reiraku no Ōbo (零落の王墓) 2. Danjon to Madōgu (迷宮と魔道具) 3. Shupīgeru (水鏡の悪魔) 4. Danjon Sentō (迷宮戦闘) 5. Sakusen Kaigi (作戦会議) | 1. Ningen no Jidai (人間の時代) 2. Reiruzaiden (大体なんでも切る魔法) 3. Dainiji Shiken Shūryō (第二次試験終了) 4. Ferun no Tsue (フェルンの杖) 5. Daisanji Shiken (第三次試験) |

| 1. Zērie no Chokkan (ゼーリエの直感) 2. Chiisana Hitodasuke (小さな人助け) 3. Tabidachi to Wakare (旅立ちと別れ) 4. Fūmakō (封魔鉱) 5. Tabidachi no Riyū (旅立ちの理由) | 1. Minami no Yūsha (南の勇者) 2. Tsurugi no Mazoku (剣の魔族) 3. Etovasu-san no Hitō (エトヴァス山の秘湯) 4. Suki na Basho (好きな場所) 5. Odayakana Jikan (穏やかな時間) |

| 1. Hokubu Kōgen (北部高原) 2. Bōsuhafuto (皇帝酒) 3. Norumu Shōkai (ノルム商会) 4. Tōbatsu Irai (討伐依頼) 5. Shōgun (将軍) | 1. Sōgūsen (遭遇戦) 2. Shingi no Revorute (神技のレヴォルテ) 3. Erirufurāte (霧を晴らす魔法) 4. Ketchaku (決着) 5. Ryū no Mure (竜の群れ) |

| 1. Koridōa-ko (コリドーア湖) 2. Tōa Daikeikoku (トーア大渓谷) 3. Seisetsu Kesshō (聖雪結晶) 4. Ōgonkyō (黄金郷) 5. Dīagoruze (万物を黄金に変える魔法) | 1. Shihai no Sekikan (支配の石環) 2. Inochi Shirazu (命知らず) 3. Akui (悪意) 4. Hanashiai (話し合い) 5. Kōi (好意) |

| 1. Soritēru (ソリテール) 2. Zaiaku-kan (罪悪感) 3. Guryukku (グリュック) 4. Omote Butai (表舞台) 5. Vaize no Shūen (ヴァイゼの終焉) | 1. Dai Kekkai (大結界) 2. Kaiseki (解析) 3. Mumei no Daimazoku (無名の大魔族) 4. Shitei (師弟) 5. Kansoku (観測) |

| 1. Mukui (報い) 2. Kōbō (攻防) 3. Mahōtsukai no Kiso (魔法使いの基礎) 4. Dakaisaku (打開策) 5. Aiuchi (相打ち) | 1. Mukui no Toki (報いの時) 2. Hakamairi (墓参り) 3. Gōremu (ゴーレム) 4. Ten myaku Ryū (天脈竜) 5. Megami no Sekihi (女神の石碑) |

| 1. Saikai (再会) 2. Zan'ei no Tsaruto (残影のツァルト) 3. Yūsha Ikkō (勇者一行) 4. Goei Irai (護衛依頼) 5. Shinrai (信頼) | 1. Kōgoku Ryū (皇獄竜) 2. Yūsha no Tsurugi (勇者の剣) 3. Shin'yū (親友) 4. Kikan no Mahō (帰還の魔法) 5. Kiseki no Gen'ei (奇跡の幻影) |

| 1. Fiaratōru (フィアラトール) 2. Omoide (思い出) 3. Kyozō no eiyū (虚像の英雄) 4. Kaidō no mamono (街道の魔物) 5. Titan jōsai (ティタン城塞) | 1. Ganbatte kita akashi (頑張ってきた証) 2. Kagenaru senshi (影なる戦士) 3. Kazoku (家族) 4. Aratana ninmu (新たな任務) 5. Kaishū ninmu (回収任務) |

| 1. "Magic Special Forces" (魔導特務隊, Madō Tokumutai) 2. "Shadow of the Empire" (帝国の影, Teikoku no Kage) 3. "Beneath the Surface" (水面下, Suimenka) 4. "Escape" (脱出, Dasshutsu) 5. "Chase" (追跡, Tsuiseki) | 1. "Silver Coins" (銀貨, Ginka) 2. "Trace Back" (逆探知, Gyaku Tanchi) 3. "Prelude" (前哨戦, Zenshōsen) 4. "Reunion" (再会, Saikai) 5. "Repel" (撃退, Gekitai) |

### Capítulos ainda não serializados
Esses capítulos foram publicados no Weekly Shōnen Sunday a partir de novembro de 2024, mas ainda não foram serializados.
1. "Traitors" (逆賊, Gyakuzoku)
2. "Kreis the Blacksmith" (鍛冶屋のクライス, Kajiya no Kuraisu)
3. "The Ball" (舞踏会, Butōkai)
4. "Symbol of Peace" (平和の象徴, Heiwa no Shōchō)